# Ritschenhausen
Ritschenhausen è un comune di 325 abitanti della Turingia, in Germania.
Appartiene al circondario di Smalcalda-Meiningen e alla comunità amministrativa di Dolmar-Salzbrücke.